# Claire Richard (femme de lettres française)
Pour les articles homonymes, voir Claire Richard.
Claire Richard, née le 4 octobre 1985, est une écrivaine et essayiste française.

## Biographie
Élève à l’École normale supérieure de Lyon, Claire Richard poursuit ses études à l’École des hautes études en sciences sociales, puis à New York University. Elle y étudie les politiques des représentations dans le champ des médias.
De retour en France, Claire Richard participe à de nombreuses collaborations et publie plusieurs ouvrages. Quel que soit le format, l’œuvre de Claire Richard se caractérise par une écriture de soi, « très documentaire et documentée », et une exploration du réel par la forme de l’essai.
À partir de cette écriture située, les créations de Claire Richard portent sur des sujets aussi divers que les Youngs lords, un groupe révolutionnaire défendant les droits des Portoricains aux États-Unis à la fin des années 1960,, le rapport à la sexualité et à l'image pornographique dans l'ouvrage Chemins de désir, ou encore en 2022 la question du toucher dans l'expérience de la maternité avec l'essai intitulé Des mains heureuses,.
Elle travaille également en tant que traductrice, et écrit plusieurs podcasts et créations radiophoniques pour Arte Radio et France culture. Son travail radiophonique est consacré par de nombreux prix nationaux et internationaux. Elle a remporté le prix SACD Nouveau Talent Radio 2017, et en 2019, le prix de fiction Italia, le prix Europa de la série de fiction radiophonique 2019  et le prix fiction du Paris Podcast Festival 2019.
Depuis 2019, Claire Richard fait partie des jurés du prix littéraire de la page 111.
Elle est membre du comité éditorial de la revue Panthère Première.

## Prix et distinctions
- prix SACD Nouveau Talent Radio 2017[8]
- le prix de fiction Italia, 2019[9]
- le prix Europa de la série de fiction radiophonique, 2019[10]
- le prix fiction du Paris Podcast Festival, 2019[11]

## Œuvres

### Ouvrages
- Politiques de la littérature contemporaine, politiques du lien, Paris, éditions des archives contemporaines, 2012 (ISBN 978-2-8130-0068-2)
- Young Lords. Histoire orale des Black Panthers latinos, Paris, L'échappée, 2017
- Petit ouvrage d'autonomie technologique, Cognac, 369 éditions, 2018
- Les Chemins de désir, Paris, Seuil, 2019
- Technopolice : défaire le rêve sécuritaire de la safe city, Cognac, 369 éditions, 2021
- Des mains heureuses. Une archéologie du toucher, Paris, Seuil, 2023 (ISBN 978-2-02-147976-8)
- La santé communautaire : une autre politique du soin, Cognac, 369 éditions, 2023

### Traductions
- Stanley Milgram (trad. Claire Richard, préf. Michel Terestchenko, postface Mariane Fazzi), Expérience sur l'obéissance et la désobéissance à l'autorité, Zones, 2013
- Sherry Turkle (trad. Claire Richard), Seuls ensemble : de plus en plus de technologies, de moins en moins de relations humaines, L'échappée, 2015 (ISBN 978-2-915830-91-0)
- Stanley Milgram (trad. Claire Richard), Expérience sur l'obéissance et la désobéissance à l'autorité, La découverte, 2017 (ISBN 978-2-7071-9473-2)
- Peggy Orenstein (trad. Claire Richard), Girls & sex : une étude américaine, Paris, HarperCollins, 2018
- Patrick Radden Keefe (trad. Claire Richard), Addiction sur ordonnance : la crise des antidouleurs, C&F éditions, 2019 (ISBN 978-2-915825-90-9)
- Thi Minh-Ha Trinh (trad. Claire Richard et Julia Burtin Zortea), Femme, indigène, autre : écrire le féminisme et la postcolonialité, B42, 2022 (ISBN 978-2-490077-79-3)

### Podcasts et créations radiophoniques
- Cent façons de disparaître, une série de 5 épisodes, Arte radio, 2017[13]
- Les chemins de désir, Arte radio, 2019[14]
- Blanc comme neige, une série de 4 épisodes de Programme B, podcast présenté par Thomas Rozec, Binge Audio, 2021[15]
- Le Télégraphe céleste de Claire Richard, France culture, 2022[16]
- La Dernière Nuit d’Anne Bonny, Arte Radio, 2022[17]
- La Reine des pirates, Arte Radio, 2022[18]
- Alice et Hadrien, France Culture, 2024[19]

### Bandes dessinées
- La Dernière Nuit d’Anne Bonny, scénario de Claire Richard, dessin de Ramirez Alvaro, Le Lombard, 2024[20]